# Kabikiejmy Dolne
Kabikiejmy Dolne (deutsch Unter Kapkeim) ist ein Ort in der polnischen Woiwodschaft Ermland-Masuren. Er gehört zur Stadt-und-Land-Gemeinde Dobre Miasto (Guttstadt) im Powiat Olsztyński (Kreis Allenstein).

## Geographische Lage
Kabikiejmy Dolne liegt im nördlichen Westen der Woiwodschaft Ermland-Masuren, 27 Kilometer südwestlich der früheren Kreisstadt Heilsberg (polnisch Lidzbark Warmiński) bzw. 15 Kilometer nördlich der heutigen Kreismetropole und auch Woiwodschaftshauptstadt Olsztyn (deutsch Allenstein).

## Geschichte
Das Dorf Unter Kapkeim wurde im Jahre 1874 als eine Landgemeinde in den neu errichteten Amtsbezirk Glottau (polnisch Głotowo) im ostpreußischen Kreis Heilsberg, Regierungsbezirk Königsberg, aufgenommen.
240 Einwohner waren im Jahre 1910 in Unter Kapkeim gemeldet. Ihre Zahl belief sich im Jahre 1933 auf 234 und im Jahre 1939 auf 236.
In Kriegsfolge wurde 1945 das gesamte südliche Ostpreußen an Polen abgetreten. In diesem Zusammenhang erhielt Unter Kapkeim die polnische Namensform „Kabikiejmy Dolne“ und ist heute eine Ortschaft im Verbund der Gmina Dobre Miasto (Stadt-und-Land-Gemeinde Guttstadt) im Powiat Olsztyński (Kreis Allenstein), von 1975 bis 1998 der Woiwodschaft Olsztyn, seither der Woiwodschaft Ermland-Masuren zugehörig.

## Religion
Kabikiejmy Dolne ist heute wie vor 1945 bereits Unter Kapkeim in die römisch-katholische Pfarrei Münsterberg (polnisch Cerkiewnik) im jetzigen Erzbistum Ermland eingegliedert.
Bis 1945 war Unter Kapkeim außerdem in die evangelische Kirche Guttstadt (polnisch Dobre Miasto) in der Kirchenprovinz Ostpreußen der Kirche der Altpreußischen Union eingepfarrt. Heute ist Kabikiejmy Dolne der  Diözese Masuren der Evangelisch-Augsburgischen Kirche in Polen zugeordnet.

## Verkehr
Kabikiejmy Dolne liegt an der verkehrspolitisch bedeutenden polnischen Landesstraße 51 (hier im Abschnitt der früheren deutschen Reichsstraße 134), die von der russisch-polnischen Grenze bis nach Olsztyn (Allenstein) und als Schnellstraße S 51 weiter bis nach Olsztynek (Hohenstein) führt.
Die nächste Bahnstation ist Cerkiewnik (Münsterberg) an der PKP-Bahnlinie 221: Olsztyn Gutkowo–Braniewo.